# Mikko Kolehmainen
Mikko Kolehmainen (Mikkeli, Savónia do Sul, 18 de agosto de 1964) é um velocista finlandês na modalidade de canoagem. É irmão do também canoísta Olli Kolehmainen.

## Carreira
Foi vencedor da medalha de Ouro em K-1 500 m em Barcelona 1992.